# Jean Ferrat

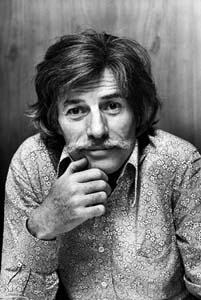
Jean Ferrat

Jean Ferrat, vlastním jménem Jean Tenenbaum (26. prosince 1930 – 13. března 2010), byl francouzský zpěvák a básník, který se specializoval na zhudebňování poezie, zejména básní Louise Aragona, s nímž ho spojovalo i komunistické přesvědčení a blízkost k Francouzské komunistické straně.

## Biografie
Jeho otec byl ruský Žid, který emigroval do Francie, ale byl roku 1942 odvlečen do Osvětimi, kde zahynul. Tehdy bylo Ferratovi 12 let, opustil základní školu a začal pracovat, aby rodina měla z čeho žít.

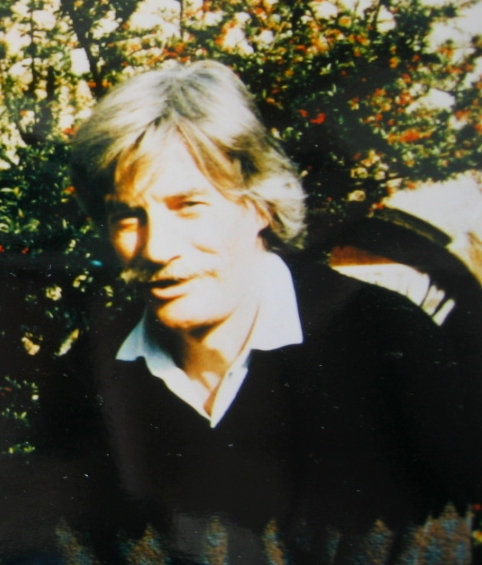
Jean Ferrat

Po válce ho vtáhl svět pařížských kabaretů. Svou první báseň (Aragonovu Les yeux d'Elsa) zhudebnil roku 1956. Do repertoáru ji přijal tehdy populární André Claveau, čímž začala Ferratova kariéra skladatele. Roku 1958 vydal první vlastní singl, avšak bez velkého úspěchu. Druhým singlem Ma Môme z roku 1960 však již prorazil. Roku 1961 začala jeho spolupráce s jazzovým hudebníkem Alainem Goraguerem, s ním připravil svou první desku Deux enfants au soleil. Za druhou desku Nuit et brouillard již získal Grand Prix du Disque, prestižní ocenění především v žánru šansonu. Od roku 1973 nevystupoval pódiově, ale dále nahrával desky.
Jeho ženou byla zpěvačka Christine Sèvres.

## Diskografie
- 1961: Deux enfants au soleil
- 1963: Nuit et brouillard
- 1964: La Montagne
- 1965: Potemkine
- 1966: Maria
- 1967: À Santiago
- 1969: Ma France
- 1970: Camarade
- 1971: La Commune
- 1971: Ferrat chante Aragon
- 1972: À moi l'Afrique
- 1975: La femme est l'avenir de l'homme
- 1979: Les Instants volés
- 1980: Ferrat 80
- 1985: Je ne suis qu'un cri
- 1991: Dans la jungle ou dans le zoo
- 1995: Ferrat chante Aragon Vol. 2
- 2002: Ferrat en scène